# Ragunda
Ragunda è un comune svedese di 5 594 abitanti, situato nella contea di Jämtland. Il suo capoluogo è la cittadina di Hammarstrand.

## Località
Nel territorio comunale sono comprese le seguenti aree urbane (tätort):
| # | Località          | Popolazione |
| - | ----------------- | ----------- |
| 1 | Hammarstrand      | 1.061       |
| 2 | Stugun            | 627         |
| 3 | Västra Bispgården | 523         |
| 4 | Östra Bispgården  | 294         |

## Amministrazione

### Gemellaggi
- Stjørdal
- Karstula
- Broby